# Lepeophtheirus sturionis
Lepeophtheirus sturionis är en kräftdjursart som först beskrevs av Henrik Nikolai Krøyer 1837.  Lepeophtheirus sturionis ingår i släktet Lepeophtheirus och familjen Caligidae. Arten är reproducerande i Sverige. Inga underarter finns listade i Catalogue of Life.